# Andres Larka
Andres Larka VR/1 (5 de març del 1879 a Pilistvere, Comtat de Viljandi, Estònia - 8 de gener del 1943 a Malmij, Kírov, Unió Soviètica) fou un comandant militar estonià durant la Guerra de la Independència d'Estònia i un polític.
El 1902 es va graduar a l'Acadèmia Militar de Vílnius. Larka va participar en la Guerra Russojaponesa i es va graduar de l'Acadèmia Militar Imperial Nicolau el 1912. Va participar en Primera Guerra Mundial lluitant al Front Oriental contra l'Imperi Alemany, incloent-hi combats a Prússia, Polònia i Romania. Larka va esdevenir el primer Ministre de Guerra del República d'Estònia, al març va aconseguir rang de general. El 1918, durant l'ocupació alemanya, va participar en l'organització de la Lliga de Defensa. Després de l'inici de la Guerra d'Alliberament d'Estònia el 1918, Larka aviat va passar de la posició de Ministre de Guerra al cap d'Estat Major. El febrer de 1919 va esdevenir l'ajudant del ministre de Guerra, càrrec que va exercir fins al principi de 1925. En aquesta posició, el seu treball consistia a organitzar la mobilització i les accions de les unitats de reserva. Després de la guerra, també va organitzar la desmobilització. Es va retirar el 1925 a causa de problemes de salut. El 1930 va esdevenir el líder oficial del Vaps i va ser el seu candidat a les eleccions presidencials d'abril 1934. Però el 12 de març de 1934, com semblava probable que Larka fos elegit, Konstantin Päts i Johan Laidoner va fer un cop d'Estat per tal d'evitar que de guanyar les eleccions. Les eleccions van ser posposades indefinidament, Larka i prop de 400 dels seus més propers seguidors van ser empresonats i es va establir un govern autoritari. Larka va ser la presó dues vegades (1934-1935 i 1935-1937). El 1940, les autoritats soviètiques d'ocupació van detenir Larka i va morir a la presó el 1943.
Larka va rebre l'orde militar letona Lāčplēsis, 2a classe.